# Elã vital
Na investigação filosófica sobre a mente, a expressão elã vital é uma expressão de origem francesa (élan vital) que foi utilizada por Henri Bergson (1859-1941) para designar um impulso original de criação de onde proviria a vida e que, no desenrolar do processo evolutivo, inventaria formas de complexidade crescente até chegar, no animal, ao instinto e, no homem, à intuição, que seria o próprio instinto tomando consciência de si mesmo.